# Museo Can Mario
Can Mario es un museo de escultura contemporánea de la Fundación Vila Casas ubicado en Palafrugell (Gerona), inaugurado en el año 2004. Acoge alrededor de 220 esculturas que datan desde la década de los años 1960 hasta la actualidad y que pertenecen a varios artistas nacidos o residentes en Cataluña. Adicionalmente, cada año se celebran exposicinoes temporales.
Can Mario  era una antigua fábrica de corcho de principios del siglo XX que formaba parte del conjunto arquitectónico fabril de la empresa corchera Miguel & Vincke. Hoy es un espacio para la contemplación artística situado en la plaza de Can Mario, donde también se encuentra la modernista Torre del Agua y el Museo de Corcho.
Desde abril de 2011 se han sucedido varias novedades como la colocación de 33 esculturas de artistas del Empordà en el Jardín de Can Mario, exposición permanente al aire libre o la Sala del Empordà, que desde octubre de 2011 está destinada a exposiciones temporales de artistas del Empordà.